# فرانسیس دی. لی

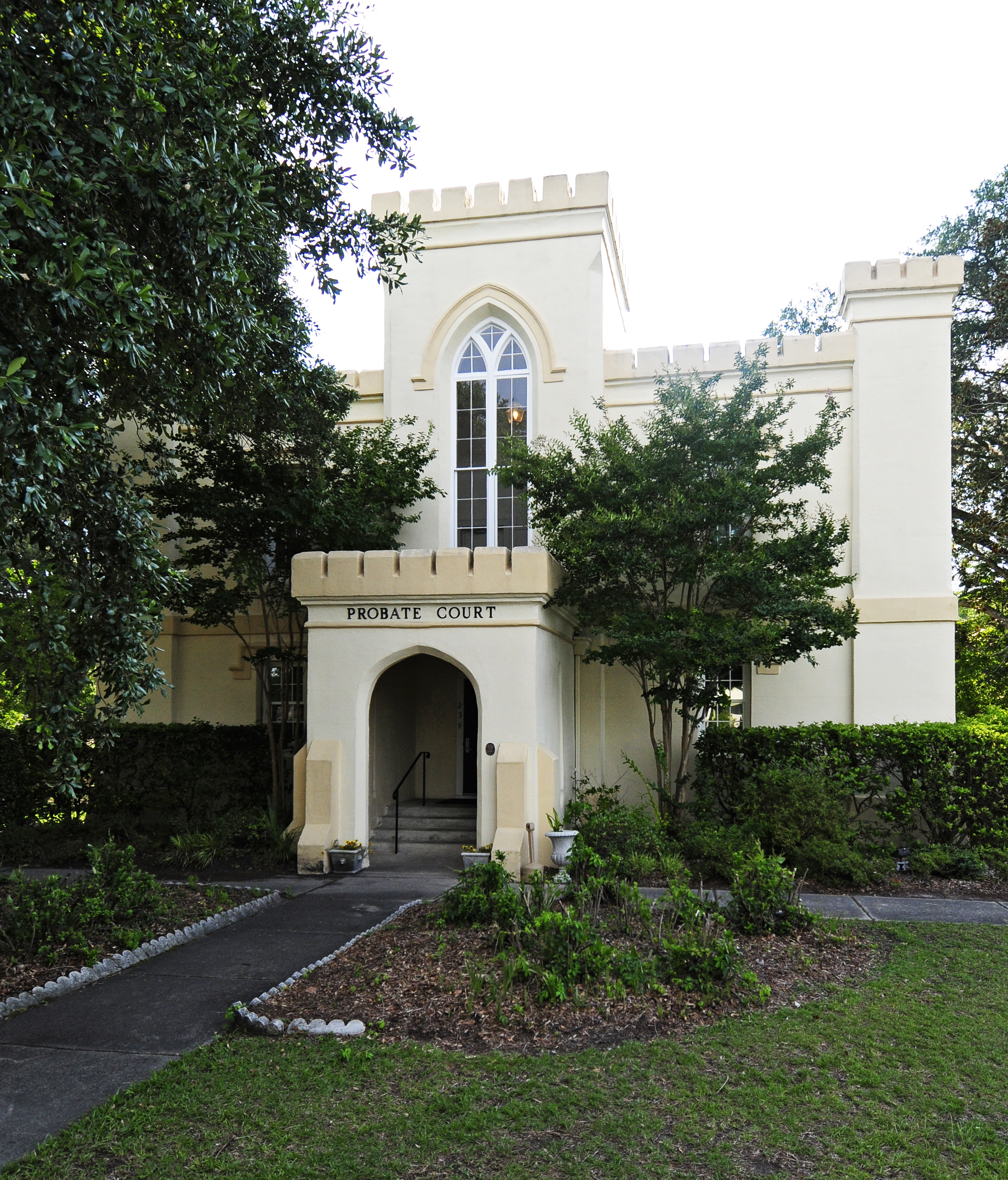
یک کتابخانه قدیمی واقع در کارولینای جنوبی که توسط فرانسیس دی. لی و ادوارد سی جونز طراحی شده است

فرانسیس دی. لی (انگلیسی: Francis D. Lee; ۱ ژانویهٔ ۱۸۲۶ – ۱ ژانویهٔ ۱۸۸۵) معمار اهل ایالات متحده آمریکا بود.